# Heikki Mikkola
Heikki Antero Mikkola, més conegut com a Heikki Mikkola   (Mikkeli, 6 de juliol de 1945), és un ex-pilot de motocròs finlandès, tres vegades Campió del Món de motocròs en la categoria dels 500cc i una en 250cc. Conegut com a The Flying Finn ("El finlandès volador") i caracteritzat per un estil de pilotatge enèrgic i intens, fou el primer finlandès a guanyar un Campionat del Món de motocròs. El 2015 va ser nomenat FIM Legend.

## Trajectòria esportiva
Mikkola va començar a competir a Finlàndia el 1965 pilotant una Greeves, guanyant ja aquell any 11 de les 18 curses que va córrer. El 1966 va canviar a Husqvarna i guanyà el campionat finlandès juvenil d'enduro i motocròs. Aquell mateix any prengué part en el Gran Premi de Finlàndia puntuable per al Mundial. El 1968 guanyava la seva primera mànega en un Gran Premi, el de Suècia de 250cc (on fou segon a la classificació final).
El 1969 va patir diverses lesions però tot i així acabà catorzè al Campionat del Món. L'any següent ja va guanyar tres Grans Premis i acabà quart del Mundial. Abans d'acabar la temporada signà un contracte amb Husqvarna per a tres anys. El 1971 repetí la quarta plaça final.

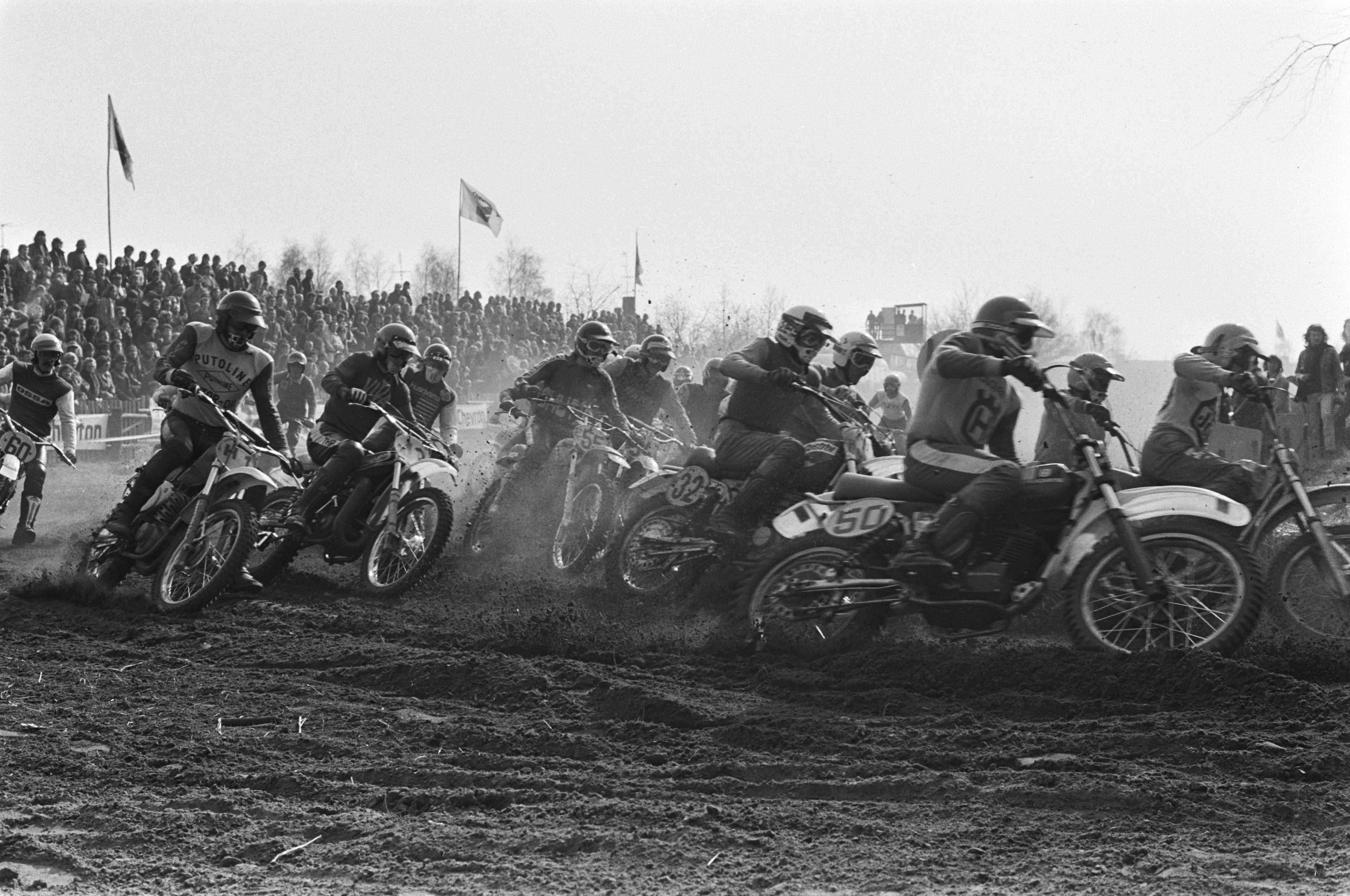
Mikkola amb la Husqvarna núm. 50 al Motorcross der Azen de 1976

El 1972 decidí passar als 500cc acabant-hi tercer en la seva primera temporada. Havent tornat als 250cc, hi aconseguí també la tercera posició el 1973, el mateix any en què guanyà la Inter-AMA (torneig similar a la Trans-AMA reservat als 250cc).
El 1974 guanyà el Campionat de Finlàndia a la categoria de 500cc, el primer dels seus vuit títols estatals. A escala internacional, tornà a canviar als 500cc protagonitzant-hi durant tota la temporada un duel memorable amb el belga Roger De Coster, en la que seria recordada com una de les batalles més dures pel títol de tota la història del motocròs. Finalment, la balança es decantà de part seva i aconseguí interrompre la ratxa de títols mundials de De Coster per un any. La temporada següent el duel es repetí però amb resultat invers, amb De Coster campió i Mikkola subcampió.
De cara a 1976 Husqvarna, interessada a promocionar els seus models de 250cc, li demanà que corregués en aquesta categoria amb el resultat d'un nou Campionat del Món per a Mikkola, esdevenint així el primer pilot de la història en haver estat campió del món de dues cilindrades (500 i 250 cc).
La temporada de 1977, Mikkola canvià a la japonesa Yamaha i amb aquesta màquina guanyà dos campionats del món consecutius de 500cc, desbancant així definitivament a Roger De Coster. L'any 1979, a 34 anys, va començar a tenir diversos problemes que el van menar a posar fi a la seva carrera esportiva, un cop acabada la temporada en cinquena posició final. Aleshores, Yamaha el contractà com a provador dels seus prototipus i director de l'equip oficial de fàbrica als mundials de motocròs.
Durant tota la seva carrera esportiva corregué pel Motor Club Hyvinkää (Hyvinkään Moottorikerho – HyMk). Actualment, Mikkola gaudeix del seu retir a Finlàndia.

## Palmarès internacional

### Resultats per any
| Any          | Motocicleta  | C. del Món | C. del Món | MXDN | Trans-AMA | Trans-AMA |
| Any          | Motocicleta  | 500cc      | 250cc      | MXDN | 500cc     | 250cc     |
| ------------ | ------------ | ---------- | ---------- | ---- | --------- | --------- |
| 1967         | Husqvarna    | -          | 25è        |      |           |           |
| 1968         | Husqvarna    | -          | 10è        |      |           |           |
| 1969         | Husqvarna    | -          | 14è        |      |           |           |
| 1970         | Husqvarna    | -          | 4t         |      |           |           |
| 1971         | Husqvarna    | -          | 4t         |      | 6è        |           |
| 1972         | Husqvarna    | 3r         | -          |      | 3r        |           |
| 1973         | Husqvarna    | -          | 3r         |      |           | 1r        |
| 1974         | Husqvarna    | 1r         | -          |      |           |           |
| 1975         | Husqvarna    | 2n         | -          |      |           |           |
| 1976         | Husqvarna    | -          | 1r         |      |           |           |
| 1977         | Yamaha       | 1r         | -          |      |           |           |
| 1978         | Yamaha       | 1r         | -          | 1r   |           |           |
| 1979         | Yamaha       | 5è         | -          |      |           |           |
| Total títols | Total títols | 3          | 1          | 0    | 0         | 1         |
|              |              | 4 mundials |            |      |           |           |

Notes
1. ↑  Victòria individual
2. ↑  Al total de títols s'hi compten tots els campionats internacionals guanyats

### Resultats en Grans Premis
- Barem de puntuació de 1952 a 1969:

| Posició | 1 | 2 | 3 | 4 | 5 | 6 |
| Punts   | 8 | 6 | 4 | 3 | 2 | 1 |

| Resultats que computen                         |
| 1/2 + 1 dels GP (cal acabar-hi les 2 mànegues) |

- Barem de puntuació de 1970 a 1983:

| Posició | 1  | 2  | 3  | 4 | 5 | 6 | 7 | 8 | 9 | 10 |
| Punts   | 15 | 12 | 10 | 8 | 6 | 5 | 4 | 3 | 2 | 1  |

| Resultats que computen |
| Fins al 1972: 1/2 + 1 dels GP (cal acabar-hi les 2 mànegues); 1973-76: 1/2 + 1 de les mànegues; Des de 1977: Totes les mànegues |

| Any    | Classe | Equip     | 1      | 1      | 2     | 2     | 3     | 3     | 4     | 4     | 5     | 5     | 6     | 6     | 7      | 7     | 8     | 8     | 9     | 9     | 10     | 10    | 11    | 11    | 12    | 12    | 13     | 13    | 14    | 14    | 15    | 15    | Pos. | Pts. |
| Any    | Classe | Equip     | M1     | M2     | M1    | M2    | M1    | M2    | M1    | M2    | M1    | M2    | M1    | M2    | M1     | M2    | M1    | M2    | M1    | M2    | M1     | M2    | M1    | M2    | M1    | M2    | M1     | M2    | M1    | M2    | M1    | M2    | Pos. | Pts. |
| ------ | ------ | --------- | ------ | ------ | ----- | ----- | ----- | ----- | ----- | ----- | ----- | ----- | ----- | ----- | ------ | ----- | ----- | ----- | ----- | ----- | ------ | ----- | ----- | ----- | ----- | ----- | ------ | ----- | ----- | ----- | ----- | ----- | ---- | ---- |
| 1966   | 250cc  | Husqvarna | ESP -  | ESP -  | FRA - | FRA - | BEL - | BEL - | CH -  | CH -  | CZE - | CZE - | GER - | GER - | NED -  | NED - | LUX - | LUX - | ITA - | ITA - | POL -  | POL - | GDR - | GDR - | SWE - | SWE - | FIN 13 | FIN - | USR - | USR - | AUT - | AUT - | -    | 0    |
| 1967   | 250cc  | Husqvarna | ESP -  | ESP -  | CH -  | CH -  | FRA - | FRA - | BEL - | BEL - | GER - | GER - | NED - | NED - | ITA -  | ITA - | UK -  | UK -  | SWE - | SWE - | FIN -  | FIN 6 | USR - | USR - | POL - | POL - |        |       |       |       |       |       | 25è  | 1    |
| 1968   | 250cc  | Husqvarna | ESP -  | ESP -  | BEL - | BEL - | CZE - | CZE - | FRA - | FRA - | NED - | NED - | GER - | GER - | LUX -  | LUX - | POL - | POL - | USR - | USR - | YUG -  | YUG - | FIN 6 | FIN - | SWE 6 | SWE 1 | UK -   | UK -  | AUT 9 | AUT - |       |       | 10è  | 7    |
| 1969   | 250cc  | Husqvarna | ESP -  | ESP -  | CH 6  | CH 7  | YUG 7 | YUG 8 | CZE - | CZE - | POL - | POL - | GER - | GER - | NED 29 | NED 1 | FRA 6 | FRA 3 | UK -  | UK -  | SWE -  | SWE - | FIN - | FIN 3 | USR - | USR 4 |        |       |       |       |       |       | 14è  | 16   |
| 1970   | 250cc  | Husqvarna | ESP 10 | ESP 12 | FRA - | FRA - | BEL - | BEL - | YUG 4 | YUG 3 | ITA 5 | ITA 6 | USR 2 | USR 9 | POL -  | POL - | UK 5  | UK 6  | FIN 1 | FIN 2 | GDR -  | GDR - | CH 2  | CH 1  | AUT 1 | AUT 1 |        |       |       |       |       |       | 4t   | 73   |
| 1971   | 250cc  | Husqvarna | ESP -  | ESP -  | CH 2  | CH 3  | POL 1 | POL 3 | GER 2 | GER 2 | YUG - | YUG - | ITA 2 | ITA 3 | NED -  | NED - | GDR - | GDR - | FIN - | FIN - | SWE 2  | SWE - | UK -  | UK -  | AUT 3 | AUT 1 |        |       |       |       |       |       | 4t   | 63   |
| 1972   | 500cc  | Husqvarna | AUT 10 | AUT 6  | CH 1  | CH 1  | SWE - | SWE - | FRA 6 | FRA 5 | USR 3 | USR 5 | CZE 2 | CZE 3 | UK 5   | UK -  | GER - | GER - | GDR 5 | GDR 5 | BEL 13 | BEL 5 | LUX - | LUX - |       |       |        |       |       |       |       |       | 3r   | 61   |
| 1973   | 250cc  | Husqvarna | ESP 3  | ESP -  | ITA 1 | ITA - | BEL 1 | BEL 2 | CH -  | CH 3  | POL 3 | POL - | YUG 2 | YUG 4 | FRA 3  | FRA 3 | FIN 4 | FIN 3 | USR 2 | USR 2 | SWE -  | SWE 3 | AUT 5 | AUT 1 |       |       |        |       |       |       |       |       | 3r   | 143  |
| 1974   | 500cc  | Husqvarna | AUT 1  | AUT 1  | FRA 1 | FRA 1 | ITA 1 | ITA 2 | DEN 1 | DEN 2 | CZE 1 | CZE - | GER - | GER - | UK -   | UK 3  | USA 4 | USA 2 | NED 1 | NED - | BEL 1  | BEL 2 | LUX 1 | LUX 6 |       |       |        |       |       |       |       |       | 1r   | 174  |
| 1975   | 500cc  | Husqvarna | CH 1   | CH 2   | ITA 3 | ITA 1 | FIN 2 | FIN 2 | USR 3 | USR 3 | FRA 2 | FRA 2 | USA 8 | USA 4 | CAN 3  | CAN - | UK 1  | UK -  | GER - | GER 3 | NED -  | NED 1 | BEL 1 | BEL 7 | LUX - | LUX - |        |       |       |       |       |       | 2n   | 165  |
| 1976   | 250cc  | Husqvarna | ESP 1  | ESP 1  | BEL 2 | BEL 1 | CZE - | CZE 3 | POL - | POL 1 | USR - | USR 1 | YUG 2 | YUG 1 | ITA 3  | ITA 6 | FRA - | FRA - | UK -  | UK -  | GER -  | GER 2 | NED 1 | NED - | SWE 2 | GER - |        |       |       |       |       |       | 1r   | 163  |
| 1977   | 500cc  | Yamaha    | AUT 3  | AUT 5  | NED 1 | NED 1 | SWE 2 | SWE 1 | FIN 1 | FIN 1 | GER 1 | GER 2 | ITA 1 | ITA 2 | USA 4  | USA 1 | CAN 1 | CAN 3 | UK 1  | UK -  | BEL 2  | BEL 1 | LUX 3 | LUX 1 | CH -  | CH -  |        |       |       |       |       |       | 1r   | 272  |
| 1978   | 500cc  | Yamaha    | CH 1   | CH 1   | AUT 3 | AUT 6 | FRA 2 | FRA 1 | DEN 1 | DEN 1 | FIN 1 | FIN 1 | SWE - | SWE 1 | USA 3  | USA 1 | ITA 3 | ITA 1 | UK 1  | UK 3  | BEL 1  | BEL 1 | LUX 2 | LUX 1 | NED 3 | NED 3 |        |       |       |       |       |       | 1r   | 299  |
| 1979   | 500cc  | Yamaha    | AUT -  | AUT -  | FRA 4 | FRA 3 | SWE 3 | SWE 2 | ITA 1 | ITA 1 | USA - | USA 2 | CAN - | CAN - | GER -  | GER - | UK -  | UK 5  | CH 1  | CH 1  | NED 3  | NED 3 | BEL - | BEL - | LUX 9 | LUX 4 |        |       |       |       |       |       | 5è   | 147  |
| Fonts: |        |           |        |        |       |       |       |       |       |       |       |       |       |       |        |       |       |       |       |       |        |       |       |       |       |       |        |       |       |       |       |       |      |      |